# Scooby-Doo
Scooby-Doo je série amerických animovaných televizních seriálů a filmů, natáčená od roku 1969 až do současnosti. Původní seriál Scooby-Doo na stopě byl vytvořen scenáristy Joem Rubym a Kenem Spearsem pro studio Hanna-Barbera v roce 1969. Show přivedla na obrazovky čtyři teenagery, samolibého elegána Freda Jonese, krásku Daphne Blakeovou, inteligentní Velmu Dinkleyovou, chlapíka pro všechno Norvilla „Shaggyho“ Rogerse, a jejich inteligentního mluvícího psa, německou dogu jménem Scooby-Doo s mimořádnými detektivními schopnostmi. Tato skupina během svých humorných dobrodružství řeší nejrůznější záhady, včetně zdánlivě nadpřirozených stvoření.
V návaznosti na úspěch původního seriálu vytvořilo studio Hanna-Barbera a jeho nástupce Warner Bros. Animation množství navazujících a odvozených animovaných seriálů a několik souvisejících děl, včetně televizních speciálů a filmů. Studio Warner Bros. také produkovalo celovečerní hrané snímky. Některé z verzí Scooby-Doo obsahují nejrůznější variace na nadpřirozené téma původního seriálu, a zahrnují také Scoobyho příbuzné, jako jsou jeho bratranec Scooby-Dum a synovec Scrappy-Doo.

## Filmografie

### Animovaná tvorba
Televizní seriály
- 1969–1970, 1978 Scooby-Doo na stopě (seznam dílů)
- 1972–1973 Nová dobrodružství Scooby-Doo
- 1976–1978 Scooby-Doo
- 1979–1980 Scooby-Doo a Scrappy-Doo
- 1980–1982 Scooby-Doo a Scrappy-Doo
- 1983–1984 The New Scooby and Scrappy-Doo Show (druhá řada jako The New Scooby-Doo Mysteries) (česky byla první řada distributována jako pátá řada seriálu Scooby a Scrappy-Doo a druhá jako Scooby-Doo znovu na stopě)
- 1985 Scooby-Doo a 13 duchů (seznam dílů)
- 1988–1991 Štěně jménem Scooby-Doo (seznam dílů)
- 2002–2006 Co nového Scooby-Doo? (seznam dílů)
- 2006–2008 Shaggy a Scooby-Doo na stopě (seznam dílů)
- 2010–2013 Scooby Doo: Záhady s.r.o. (seznam dílů)
- 2015–2018 Buď v klidu, Scooby Doo!
- od 2019 Scooby-Doo and Guess Who?

Televizní filmy
- 1979 Scooby-Doo jde do Hollywoodu
- 1998 Scooby-Doo a ostrov zombií
- 1999 Scooby-Doo a duch čarodějky
- 2000 Scooby-Doo a invaze vetřelců
- 2001 Scooby-Doo a virtuální honička
- 2003 Scooby-Doo: Mexická příšera
- 2003 Scooby-Doo a upíří legenda
- 2004 Scooby-Doo a Lochnesská příšera
- 2005 Scooby-Doo a kletba Kleopatry
- 2005 Aloha Scooby-Doo!
- 2006 Scooby-Doo a piráti
- 2007 Klídek, Scooby-Doo!
- 2008 Scooby-Doo a král skřítků
- 2009 Scooby-Doo: Abrakadabra!
- 2009 Scooby-Doo a samurajův meč
- 2010 Scooby-Doo a přízrak na letním táboře
- 2011 Scooby-Doo: Legenda o Fantosaurovi
- 2012 Scooby-Doo! Upíří hudba
- 2012 Scooby-Doo a cirkus vlkodlaků
- 2012 Scooby-Doo: Maska Modrého sokola
- 2013 Scoobyho dobrodružství – Tajemná mapa
- 2014 Scooby-Doo: Záhada kolem Wrestlemanie
- 2014 Scooby-Doo! Tréma před vystoupením
- 2014 Scooby-Doo! Frankenhrůza
- 2015 Scooby-Doo a skupina Kiss
- 2015 Scooby-Doo: Měsíční nestvůra vylézá
- 2016 Scooby-Doo: Prokletí Speed Démona
- 2016 Lego Scooby: Strašidelný Hollywood
- 2017 Lego Scooby: Případ pirátského pokladu
- 2017 Scooby Doo: Shaggyho souboj
- 2018 Scooby-Doo a Batman: Spolu a odvážně
- 2018 Scooby-Doo a duch Labužník
- 2019 Scooby Doo a kletba 13. ducha
- 2019 Scooby-Doo! Return to Zombie Island
- 2020 Happy Halloween, Scooby-Doo!
- 2021 Scooby-Doo! The Sword and the Scoob
- 2021 Straight Outta Nowhere: Scooby-Doo! Meets Courage the Cowardly Dog
- 2022 Koledu nebo něco provedu Scooby-Doo!
- 2023 Scooby-Doo a Krypto

Celovečerní filmy
- 2020 Scoob!
- (nevydáno) Scoob!: Holiday Haunt

### Hraná tvorba
Celovečerní filmy
- 2002 Scooby-Doo
- 2004 Scooby-Doo 2: Nespoutané příšery

Televizní filmy
- 2009 Scooby-Doo: Začátek
- 2011 Scooby Doo! Prokletí nestvůry z jezera
- 2018 Daphne & Velma